# Idioma elamita
El elamita es una lengua muerta que se habló en el antiguo Imperio elamita.
El elamita también fue una lengua oficial del Imperio aqueménida del siglo VI a. C. al siglo IV a. C. Los últimos textos escritos en elamita son de la época de la conquista del Imperio persa por Alejandro Magno.
La gramática elamita posee una característica gramatical conocida como incorporación del sufijo, (en alemán Suffixaufnahme) que en breve podría definirse como una concordancia de casos entre sustantivos.

## Clasificación
El elamita era una lengua aglutinante y no estaba emparentada con las lenguas lenguas afroasiáticas o indoeuropeas vecinas. Y aunque algunos llaman al elamita "hermana" del sumerio, las dos lenguas no parecen estar relacionadas. Se ha propuesto que el elamita puede estar estrechamente relacionado con las lenguas drávidas en un grupo denominado lenguas elamo-drávidas. Se identificó que aproximadamente el 20 % del vocabulario del drávidico y el elamita son cognados, y que probablemente un 12 % más también lo sea. El elamita y las lenguas drávidas poseen pronombres personales de segunda persona y declinaciones paralelas. Tienen derivativos idénticos, sustantivos abstractos y la misma estructura "raíz verbal + marcados de tiempo + terminación de persona". Ambos tienen dos tiempos positivos, un "pretérito" y un "no-pretérito".

## Escritos elamitas
A lo largo de los siglos, se desarrollaron tres escrituras sucesivas para el elamita.
- El protoelamita es el sistema de escritura más antiguo de Irán. Sus primeros testimonios son del 3100 a. C., realizados en Susa, capital de Elam. Se cree que la escritura protoelamita se desarrolló a partir de la escritura sumeria naciente. Las tablillas más antiguas con pictogramas elamitas proceden del nivel 16 de Susa (3100 a. C.) y son contemporáneas del periodo Uruk IV de Sumer, donde se halló el primer descubrimiento de escritura. Mientras que el protocuneiforme está escrito en jerarquías visuales, el protoelamita está escrito en un estilo en-línea: signos numéricos siguen a los objetos que cuentan; algunos signos no numéricos son imágenes de los objetos que representan, aunque la mayoría son totalmente abstractos. Dicha escritura consiste en aproximadamente 1000 signos y se cree que es parcialmente logográfica. Debido a que no ha sido descifrada, no se sabe si la lengua es elamita o no.

- El elamita lineal es un silabario derivado del protoelamita, usado entre el 2500 y el 2220 a. C., llamado así a causa de sus registros similares a los del lineal cretense. Es conocida por unas 1400 inscripciones relacionadas con transacciones económicas, encontradas sobre todo en Susa. El elamita lineal solo ha sido descifrado en parte, principalmente por Walther Hinz. Consiste en unos 80 símbolos y se escribía en columnas verticales de arriba abajo y de izquierda a derecha.

- El elamita cuneiforme se usó desde el 2500 hasta el 331 a. C. y se adaptó del cuneiforme acadio. Consiste en unos 130 símbolos (en su mayoría silábicos) y representa una simplificación de los viejos pictogramas protoelamitas. Es principalmente un lenguaje que utiliza los ideogramas o logogramas. La polifonía estaba reducida al máximo, de tal modo que el elamita era en la práctica un sistema silábico.

Es hacia finales del siglo XIX y principios del siglo XX, cuando los lingüistas establecieron los fundamentos del idioma elamita, que pertenece a las lenguas aglutinantes.